# Joseon myeongtamjeong: Sarajin nob-ui ttal
Joseon myeongtamjeong: Sarajin nob-ui ttal (조선명탐정: 사라진 놉의 딸?), noto anche con il titolo internazionale Detective K: Secret of the Lost Island, è un film del 2015 diretto da Kim Sok-yun.
L'opera è il seguito di Joseon myeongtamjeong: Gaksitugu kkoch-ui bimil (2011), ed è stata a sua volta seguita da Joseon myeongtamjeong: Heupyeolgoema-ui bimil (2018).

## Trama
Detective K e il suo fidato braccio destro Han Seo-pil indagano sulla scomparsa di numerose ragazze, legata a torbidi giri del mercato nero.